# 2-я бронетанковая дивизия (Великобритания)
2-я бронетанковая дивизия (англ. 2nd Armoured Division) — тактическое соединение Британской армии периода Второй мировой войны. Действовала на ранних этапах Второй мировой войны. Создание дивизии обсуждалось с начала 1939 года с намерением сформировать ее путем разделения 1-й бронетанковой дивизии. Нехватка танков привела к тому, что это произошло только в декабре 1939 года. После её создания дивизия на короткое время была небоеспособным соединением, пока к ней не была придана 1-я лёгкая бронетанковая бригада из состава 1-й бронетанковой дивизии и 22-я тяжёлая бронетанковая бригада из состава Южного командования.
В начале 1940 года первоочередность по оснащению была отдана 1-й бронетанковой дивизии, а 2-я бронетанковая дивизия была вынуждена обходиться остатками. После битвы за Францию, когда возникла угроза немецкого вторжения в Великобританию, всё стало наоборот. Пока дивизия была приведена в боевую готовность, планировалось использовать её для контрудара по флангам сил вторжения. В августе 1940 года танковый полк из состава дивизии был переброшен в Египет и передан в состав 7-й бронетанковой дивизии, но его заменили. В октябре было решено перебросить остальную часть дивизии в Египет, в качестве подкрепления для ближневосточного командования.
Перед отъездом она поменяла бригаду с 1-й бронетанковой дивизией; поскольку новая бригада состояла только из одного танкового полка, что сократило состав дивизии до трёх танковых полков. Дивизия прибыла в Египет в декабре 1940 года, и её части были приданы другим соединениям для поддержки операции «Блеск» экспедиционного корпуса в Греции. Оставшиеся подразделения дивизии были переброшены в провинцию Киренаика в итальянской Ливии, занятую в ходе операции «Компас». Оставшиеся в составе дивизии танки были изношены, а пополнение материальной части осуществлялось за счёт столь же ветхих итальянских образцов бронетехники. В марте итало-немецкая контратака привела к разгрому дивизии и изгнанию англичан из Киренаики, за исключением частей, находившихся в Тобруке. Историки единодушны в том, что дивизия была неспособна остановить наступление войск Оси.

## Предыстория
В межвоенный период британская армия изучала уроки, извлеченные из Первой мировой войны.В ходе этой работы имело место теоретическая и практическая разработка теорий маневренной и танковой войны, а также создание кратковременных опытных механизированных формирований (бригадного звена) (Experimental Mechanized Force). В итоге СВ начали изменения в сторону механизации для приобретения подвижности на поле боя. К 1930-м годам в армии было создано три типовых дивизии: пехотная дивизия, мобильная дивизия (позже названная бронетанковой дивизией) и моторизованная дивизия). Военный историк Дэвид Френч писал: «главная роль пехоты … состояла в том, чтобы прорвать оборону противника». Затем это будет использовано мобильной дивизией, за которой последуют моторизованные дивизии, которые «проведут быстрое овладение территории, захваченной мобильными дивизиями», таким образом «превратив „вторжение“ в „прорыв обороны“».
Мобильная дивизия была создана в октябре 1937 года. Френч писал, что она была «„тяжёлой бронетанковой“ … со слишком малым количеством пехоты и вспомогательных вооружений. Она имела шесть кавалерийских полков лёгких танков … три средних полка … два моторизованных батальона и два артиллерийских полка. Механизированная кавалерия была предназначена для разведки, а не для боя, а пехота была предназначена для защиты танков, когда они отдыхали и пополнялись». Генерал Джон Бернетт-Стюарт, ответственный за подготовку Мобильной дивизии, заявил, что пехота не должна «быть поставлена на позицию захваченной танками и с указанием удерживать ее, и пехота не должна сражаться бок о бок с танками в авангарде». Френч писал, что это «стояло вне основного русла официальной доктрины», которая поощряла общевойсковое взаимодействие с задачей достижения победы в сражениях. По словам Френча, это мышление преобладало в британских бронетанковых войсках до тех пор, пока доктрина не была реформирована в 1942 году, и не возник резкий контраст между британскими бронетанковыми соединениями и их немецкими аналогами в танковых войсках Германии. В отличие от британцев, немцы «пришли к выводу, что танки, действующие самостоятельно или просто совместно с пехотой, никогда не будут решающим оружием» и что «ключ к успеху лежит во взаимодействии танков с другими родами войск и во взаимной поддержке при действии в составе общевойсковых соединений ».
В 1930-е годы между Германией, Великобританией и её союзниками нарастала напряжённость. В конце 1937—1938 годов требования нацистской Германии аннексировать Судетскую область в Чехословакии привели к международному кризису. Временное ослабление напряженности было достигнуто Мюнхенским соглашением, которое признало, что немцы присоединят Судеты. Однако напряжённость не спадала, и британское правительство обсуждало, как лучше подготовить армию к войне. В январе 1939 года военный министр Лесли Хор-Белиша (Leslie Hore-Belisha) предложил разделить мобильную дивизию на два меньших формирования, но не нашел поддержки этому предложению. Этот вопрос был поднят месяц спустя и принят кабинетом министров. Вскоре после этого Франция была проинформирована о предварительном графике прибытия британских экспедиционных сил (БЭС) в случае войны: «одна регулярная бронетанковая дивизия может встать в стой примерно в середине 1940 года, вторая не встанет в стой „до более позднего срока“. Формирование второй дивизии в этот период осложнялось медленными темпами производства танков».

## Состав
- 1-я лёгкая бронетанковая бригада (с 19 января 1940, переименована в 1-ю бронетанковую 14 апреля 1940) (1st Light Armoured Brigade (assigned 19 January 1940, and renamed the 1st Armoured Brigade on 14 April)[10])
  - 3-й (Собственный Его Величества) гусарский полк (3rd (The King’s Own) Hussars (until 14 August 1940))
  - 4-й Собственный Её Величества гусарский полк (4th Queen’s Own Hussars)
  - 1-й Его Величества драгунский гвардейский полк (1st King’s Dragoon Guards)
  - 3-й батальон Королевского танкового полка (3rd Battalion, Royal Tank Regiment (from 11 August 1940))
- 22-я тяжёлая бронетанковая бригада (с 15 января 1940, переименована в 22-ю бронетанковую 14 апреля 1940) (22nd Heavy Armoured Brigade (assigned 15 January 1940, and renamed the 22nd Armoured Brigade on 14 April)[11])
  - 2-й королевский глостерширский гусарский полк (2nd Royal Gloucestershire Hussars)
  - 3-й лондонский йоменский полк (3rd County of London Yeomanry (Sharpshooters))
  - 4-й лондонский йоменский полк (4th County of London Yeomanry (Sharpshooters))
- 3-я бронетанковая бригада (с 5 октября 1940) (3rd Armoured Brigade (assigned 5 October 1940)[12])
  - 5-й батальон Королевского танкового полка (5th Battalion, Royal Tank Regiment)
- 2-я группа обеспечения (с 5 февраля 1940) (2nd Support Group (assigned 5 February 1940)[13])
  - 1-й батальон рейнджеров Королевского стрелкового корпуса короля (1st Battalion The Rangers, The King’s Royal Rifle Corps)
  - 1-й батальон Тауэр-Хамлетских стрелков Стрелковой бригады (Собственный принца-консорта) (1st Battalion, Tower Hamlets Rifles, Rifle Brigade (The Prince Consort’s Own))
  - 102-й (Нортумберлендский гусарский) лёгкий зенитный/противотанковый полк (102nd (Northumberland Hussars) Light Anti-Aircraft/Anti-Tank Regiment)
  - 12-й полк Королевской конной артиллерии (12th Regiment, Royal Horse Artillery (until 7 August 1940))
  - 2-й полк Королевской конной артиллерии (2nd Regiment, Royal Horse Artillery (from 11 July 1940))
  - 3-й эскадрон Королевских инженеров (с 9 июня 1940) (3rd Field Squadron, Royal Engineers (until 9 June 1940))
  - 142-я парковая рота Королевских инженеров (с 30 марта и до 9 июня 1940) (142nd Field Park Troop (from 30 March 1940 until 9 June))
- 2-й батальон связи Королевского корпуса связи (2nd Armoured Divisional Signals, Royal Corps of Signals)
- 3-й эскадрон Королевских инженеров (с 10 июня 1940) (3rd Field Squadron (assigned 10 June 1940))
- 142-я парковая рота Королевских инженеров (с 10 июня 1940)[14] (142nd Field Park Troop (assigned 10 June 1940))

- 3-я бронетанковая бригада (3rd Armoured Brigade)[12]
  - 3-й (Собственный Его Величества) гусарский полк (3rd (The King’s Own) Hussars)
  - 5-й батальон Королевского танкового полка (5th Battalion, Royal Tank Regiment)
  - 6-й батальон Королевского танкового полка (6th Battalion, Royal Tank Regiment)
- 3-я индийская моторизованная бригада (6—8 апреля 1941) (3rd Indian Motor Brigade (6-8 April 1941))[15]
  - 2-й уланский полк (конница Гарднера) (2nd Lancers (Gardner’s Horse))
  - 11-й Собственный принца Альберта-Виктора кавалерийский полк (пограничные силы) (11th Prince Albert Victor’s Own Cavalry (Frontier Force))
  - 17-й Собственный короля Эдуарда кавалерийский полк (18th King Edward’s Own Cavalry)
- 2-я группа обеспечения (2nd Support Group)[13]
  - 1-й батальон Тауэр-Хамлетских стрелков Стрелковой бригады (также известен как 9-й батальон Стрелковой бригады (Тауэр-Хамлетские стрелки) (1st Battalion, Tower Hamlets Rifles, Rifle Brigade (The Prince Consort’s Own) (also known as the 9th Battalion, the Rifle Brigade (Tower Hamlet Rifles))[13][16]
  - 1-я рота 1-го моторизованного батальона морской пехоты Свободной Франции (1st Company, Free French 1st Motor Marine Infantry Battalion (attached))
  - 102-й (Нортумберлендский гусарский) противотанковый полк (102nd (Northumberland Hussars) Anti-Tank Regiment)[13]
  - 104-й (Эссексский йоменский) полк Королевской конной артиллерии (104th (Essex Yeomanry) Regiment, Royal Horse Artillery)[13]
- 1-й Его Величества драгунский гвардейский полк (войсковая разведка на бронеавтомобилях) (1st King’s Dragoon Guards (Armoured Car, divisional reconnaissance regiment until 22 March 1941))[12][17]
- 2-й батальон связи (2nd Armoured Divisional Signals)